# Давыдковский сельский округ
Давыдковский сельский округ — упразднённая административно-территориальная единица, существовавшая на территории Клинского района Московской области в 1994—2006 годах.
Давыдковский сельсовет был образован в первые годы советской власти. По данным 1923 года он входил в состав Давыдковской волости Клинского уезда Московской губернии.
В 1926 году Давыдковский с/с включал деревню Давыдково, а также хутор и общежитие.
В 1929 году Давыдковский с/с был отнесён к Клинскому району Московского округа Московской области. При этом к нему был присоединён Бороздинский с/с.
14 июня 1954 года к Давыдковскому с/с был присоединён Голенищевский сельсовет.
27 августа 1958 года из Мисиревского с/с в Давыдковский были переданы селения Никитское и Фроловское.
1 февраля 1963 года Клинский район был упразднён и Давыдковский с/с вошёл в Солнечногорский сельский район. 11 января 1965 года Давыдковский с/с был возвращён в восстановленный Клинский район.
27 января 1966 года из Давыдковского с/с в Мисиревский были возвращены селения Никитское и Фроловское.
3 февраля 1994 года Давыдковский с/с был преобразован в Давыдковский сельский округ.
25 июля 2001 года центр Давыдковского с/о был перенесён из деревни Давыдково в посёлок Чайковского.
В ходе муниципальной реформы 2004—2005 годов Давыдковский сельский округ прекратил своё существование как муниципальная единица. При этом его населённые пункты были переданы в городское поселение Клин.
29 ноября 2006 года Давыдковский сельский округ исключён из учётных данных административно-территориальных и территориальных единиц Московской области.